# Ramón María Narváez y Campos

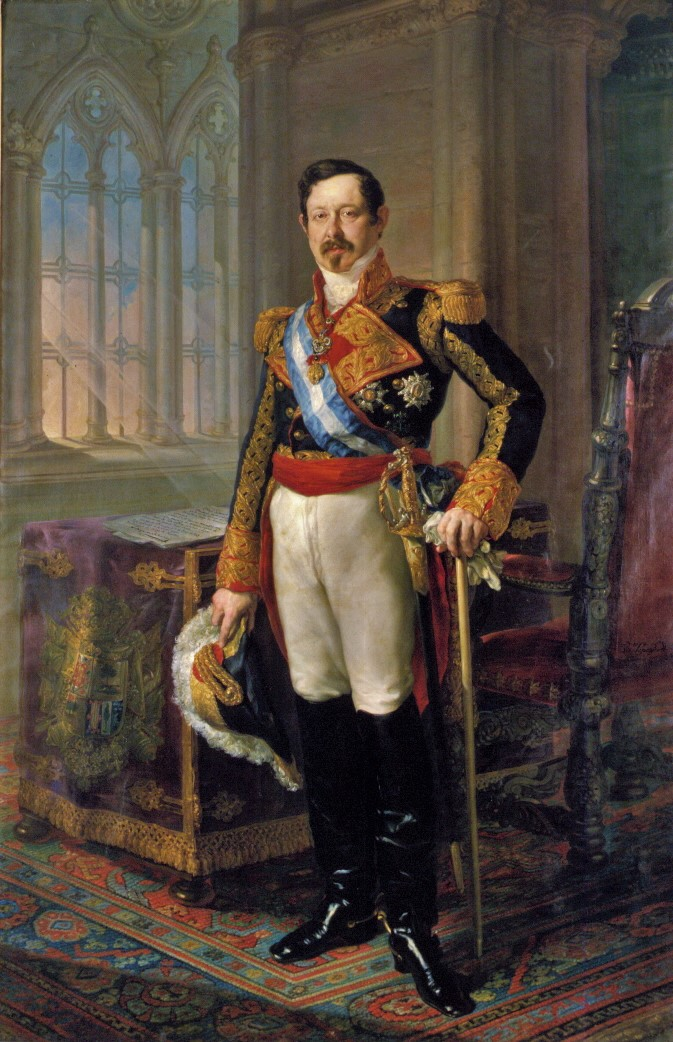
"Ramón María Narváez, Hertog van Valencia" door Vicente López, Museum van Schone Kunsten, Valencia

Ramón María Narváez y Campos (Loja, Granada, 5 augustus 1800 – Madrid, 23 april 1868) was een Spaans politicus en militair, hertog van Valencia, die bekendstond als Espadón de Loja (het grootzwaard van Loja).

## Eerste stappen
Zijn militaire carrière begon in het Waals Regiment in 1815, en tijdens de burgeroorlog van 1820-1823, tussen absolutistische royalisten en liberalen, liet hij zijn voorkeur blijken voor het liberalisme. Als onderdeel van het Heilige Bataljon, had hij een belangrijke rol in de bestrijding van de opstand der absolutisten van de Koninklijke Wacht van Madrid (juli 1822), en diende hij onder het bevel als Francisco Espoz y Mina in Catalonië. Daar werd hij gevangengenomen werd door Franse troepen die onder leiding van de hertog van Angoulême de Spaanse koning te hulp waren komen schieten. Hij verbleef daarop als banneling in Frankrijk tot 1824.

## Bliksemcarrière in het leger
Nadat hij een aanbod van koning Fernando VII om weer een leidinggevende positie aan te nemen in het Spaanse leger had verworpen, koos hij in 1834 partij voor Isabel II tijdens de Carlistenoorlog. In juli 1835 nam hij deel aan de slag van Mendigorría in Spaans Baskenland. Zijn prestaties aan het front waren aanleiding om hem te bevorderen tot luitenant-kolonel, en in 1836 zou hij deelnemen aan de slag van Arlabán, waarna hij bevorderd werd tot brigadegeneraal. In datzelfde jaar nam hij deel aan de vervolging van de verslagen en voortvluchtige carlistengeneraal Miguel Gómez Damas, die zich bij Arcos uiteindelijk moest overgeven. Deze overwinning bracht hem grote populariteit, bovendien raakte hij hiermee op goede voet met de minister van Oorlog, generaal Alaix, en via hem weer met generaal Baldomero Espartero, die toen aan het hoofd stond van de Spaanse regering.
Aan het Aragonese front ontdeed hij zich van een andere vooraanstaande Carlist, Ramón Cabrera bij de plaats Pobleta de Morella. Vervolgens werd het herstellen van de orde in Nieuw Castilië (destijds de naam van het landsdeel Castilië-La Mancha) aan hem toevertrouwd. Met een leger van Andalusische reservisten volbracht hij op hardhandige wijze ook deze taak, waarop hij in 1838 kapitein-generaal werd.

## Ballingschap
Onder de oorspronkelijke aanhang van koningin Isabel II, die destijds de liberalen werden genoemd, kwam het echter ook tot verdeeldheid. Een deel van deze aanhang was namelijk in wezen helemaal niet liberaal, zo ook Narváez, die in veel opzichten eerder gematigd conservatief bleek. Zijn grote populariteit en zijn grote militaire capaciteiten maakten hem daardoor tot een bedreiging voor de zittende macht. Een volksopstand in Sevilla waar Narváez bij betrokken was, werd aangegrepen om een proces tegen hem aan te spannen. Hij vluchtte echter naar Gibraltar, en later naar Parijs waar hij gedurende de drie jaar van het regentschap van Espartero zou blijven.
In 1843 keerde hij terug in Valencia, samen met de dissidente progressieve Salustiano Olózaga. Op 23 juli van dat jaar versloegen ze de esparteristastroepen onder leiding van Seoane bij Torrejón de Ardoz, dicht bij Madrid. In november werd er een aanslag op hem gepleegd in de Calle del Desengaño (hetgeen letterlijk de straat van de teleurstelling betekent) die hij overleefde, Olózaga overleefde deze aanslag echter niet.

## Regeringsleider
Toen Isabel II in 1844 (op dertienjarige leeftijd) meerderjarig werd verklaard, werd Narváez in de regering opgenomen, de jonge koningin had veel vertrouwen in hem en omdat hij ook nog veel connecties had en alom werd gerespecteerd, werd hij al snel de nieuwe eerste minister. Op 18 november 1845 werd hij bovendien benoemd tot Hertog van Valencia.
Tijdens zijn eerste regering wist hij een volksopstand in het Baskische Zurbano neer te slaan en hij verbande generaal Juan Prim (die na zijn dood nog premier zou worden) naar de Filipijnen vanwege tegen hem gerichte politieke intriges. Zijn belangrijkste maatregelen waren de volgende:
- Kieswet van 1846, die voorzag in censuskiesrecht.
- Het verkopen van land en goederen in het bezit van de katholieke kerk werd gestopt.
- Fiscale Hervorming, die het belastingsysteem vereenvoudigde (vooral het erfrecht)
- Oprichting van de Guardia Civil.
- Reorganisatie van het openbaar onderwijs, waarmee dit onderwijs een verantwoordelijkheid van de staat wordt.
- Administratieve centralisatie (wet van 8 januari 1845).
- "Persmisdaden" mogen niet alleen nog maar door rechters als dusdanig benoemd worden.

## Problemen met partijgenoten
Aan de val van Narváez op 11 februari 1846 lagen fundamenteel de meningsverschillen binnen de regering ten grondslag, die waren gerezen omtrent het huwelijk van de koningin, of eigenlijk: haar toekomstige partner. Narváez was voorstander van een huwelijk met de graaf van Trapani, en bleef ook te conservatief in zijn standpunten. Dit terwijl het liberalisme in die tijd, niet alleen in Spanje maar in heel Europa, steeds meer aanhangers kreeg. Later vroeg de koningin hem nog terug om tijdelijk de ministeries van Buitenlandse Zaken en Oorlog te leiden, nadat zij minister Istúriz had ontslagen.
Narváez werd later nog het ambassadeurschap te Napels aangeboden, wat hij weigerde. Dezelfde functie aanvaardde hij wel toen hem Parijs werd aangeboden. In 1847 ging hij opnieuw de Spaanse regering leiden, voor de duur van vier jaar en ook na die termijn kwam hij nog een paar keer terug als regeringsleider. Elke keer wist hij revolutionaire bewegingen met repressief beleid snel de kop in te drukken, ook het revolutiejaar 1848 ging zo aan Spanje voorbij. Na zijn dood in 1868 kwam het al snel tot een revolutie en werd koningin Isabel II gedwongen tot aftreden, waarop ze in ballingschap in Frankrijk ging leven.

## Laatste woorden?
Van Narváez wordt gezegd dat een priester op zijn sterfbed aan hem vroeg of hij al zijn vijanden kon vergeven. Hij zei daarop: “Ik hoef ze niet meer te vergeven, ik heb ze al allemaal dood laten schieten.”
- Biblioteca Nacional de España: XX1045676
- Bibliothèque nationale de France: cb169677232 (data)
- Catàleg d'autoritats de noms i títols de Catalunya: 981058508551706706
- Gemeinsame Normdatei: 1019745800
- International Standard Name Identifier: 0000 0000 2377 6064
- Library of Congress Control Number: n84060568
- Base Léonore: LH//1975/53
- Nationale Bibliotheek van Israël: 987007373232305171
- Nederlandse Thesaurus van Auteursnamen: 071965440
- Système universitaire de documentation: 167316087
- Virtual International Authority File: 75249420
- WorldCat: E39PBJpDRrcfdQ763rFcf6txjC